# Convento de Nuestra Señora de la Merced (Madrid)
El convento de Nuestra Señora de la Merced fue un desaparecido monasterio mercedario situado en Madrid, en la actual plaza de Tirso de Molina.

## Historia
El 4 de agosto de 1564 se concedió licencia al fraile mercedario Gaspar de Torres, después arzobispo de Santo Domingo para fundar un convento de su orden en Madrid. Con este objeto compró un par de casas que fueron arregladas para convento bajo diseño de fray Tomás de Trujillo. Se dijo la primera misa el 4 de septiembre de 1564. Los primeros monjes del convento fueron ocho, procedentes de los conventos de Guadalajara y Toledo.
La capilla mayor y el convento estuvieron bajo patronato de Pedro Franqueza. En 1611, tras la caída en desgracia de este, el patronato  pasó a doña Mencía de la Cerda, casada con Fernando Cortés Ramírez de Arellano, III marqués del Valle, descendiente de Hernán Cortés. Otras familias nobles fueron adquiriendo el derecho de patronato sobre las capillas de la iglesia.

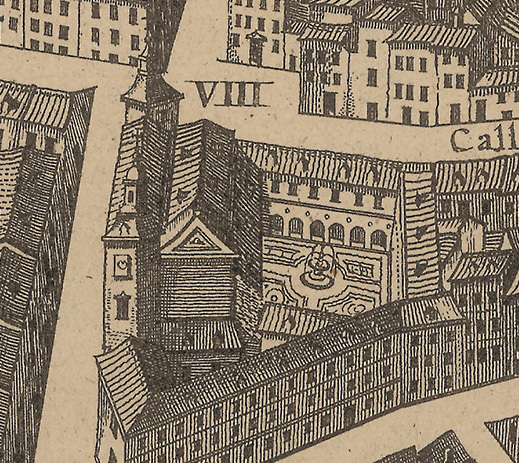
El convento en el Plano de Teixeira (1656)

El siglo XVII fue el periodo de mayor esplendor del convento, llegando a tener ciento diez religiosos. En este convento profesó fray Gabriel Téllez, famoso autor dramático conocido bajo el nombre de Tirso de Molina.
En 1613 Felipe III fundó la Real Congregación de Esclavos de Nuestra Señora del Remedio, imagen que se veneraba en una capilla situada en la iglesia del convento. En el siglo XVIII debido a las desavenencias entre los mercedarios y la Real Congregación sobre preeminencias y privilegios la imagen fue trasladada al convento dominico de la Pasión en la plaza de la Cebada.
En el marco de la invasión francesa, el convento fue saqueado y despojado de gran parte de sus riquezas artísticas.
En 1840, tras la desamortización de Mendizábal el convento fue destruido. En su solar se encuentra la plaza de Tirso de Molina (hasta 1939, llamada del Progreso).

## Descripción
El convento era de grandes dimensiones y contaba con una notable cantidad de obras de arte. La iglesia era de estilo renacentista, con planta de cruz latina y tres naves con ocho capillas laterales. En el testero del crucero del lado de la Epístola se situaba el sepulcro de la patrona doña Mencía del Valle y de su esposo  el III marqués del Valle. El sepulcro de ricos mármoles contaba con un nicho con las estatuas orantes de ambos cónyuges.
Entre las capillas de la iglesia, además de la capilla mayor, destacaba la capilla de Nuestra Señora de los Remedios. También era notable la capilla de San Pedro Pascual, lugar de entierro de los nobles toscanos Liborio Romano y su mujer, y Porfirio de Doria. Este último había sido embajador del gran duque de Toscana en Madrid. Entre el resto de capillas, existía una dedicada a San Ramón Nonato.
Su claustro principal era especialmente admirado por sus contemporáneos, por sus dimensiones y regularidad. El clasutro contaba con pinturas de importantes artistas como Vicente Carducho, Pedro Ruiz González, Lucas Jordán y Juan Antonio Frías y Escalante. Existía además otro claustro de menores dimensiones.
El convento tuvo enfermería, botica, imprenta y tahona.

## Galería

Algunas de las pinturas en el Museo del Prado procedentes del convento.
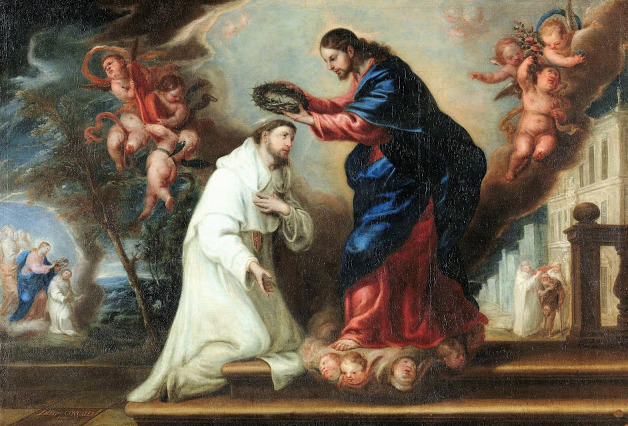
San Ramón Nonato coronado por Cristo por Diego González de la Vega. (1673)
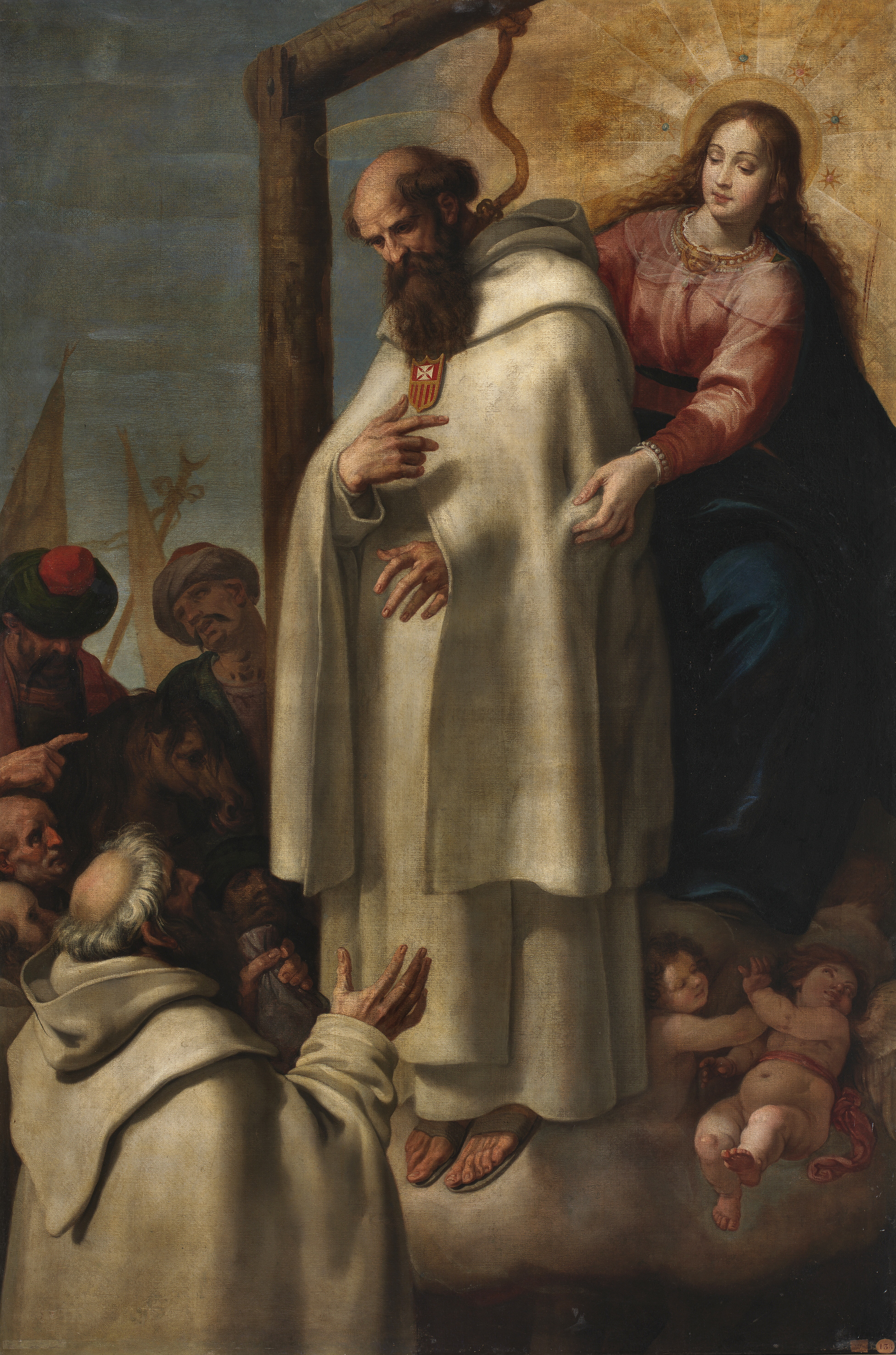
El martirio de San Pedro Armengol por Vicente Carducho (Primer tercio del siglo XVII)
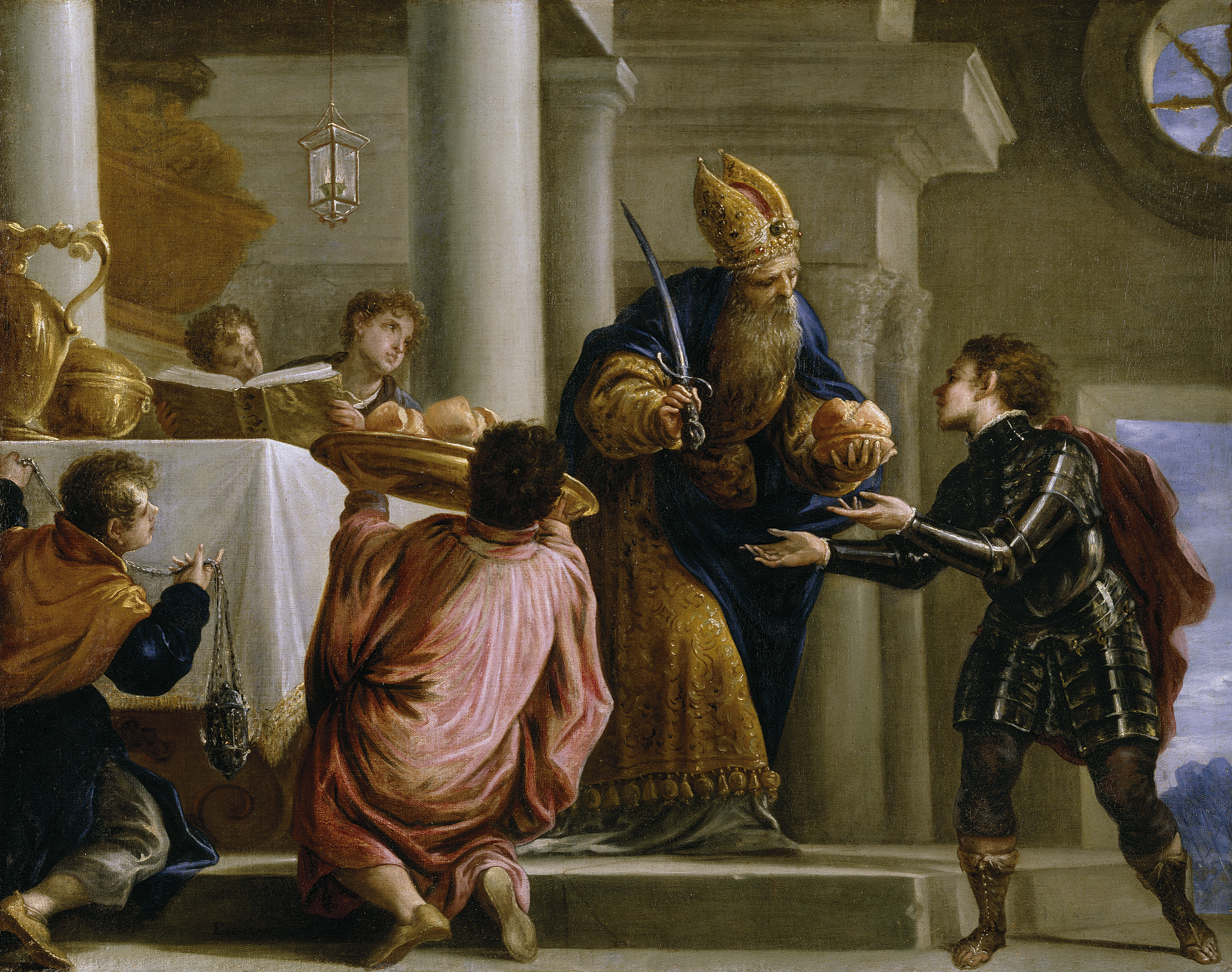
El sacerdote Ajimelec entrega el pan y la espada a David, por Juan Antonio de Frías (1667-1668)